# Канбі (Каліфорнія)
Канбі (англ. Canby) — переписна місцевість (CDP) в США, в окрузі Модок штату Каліфорнія. Населення — 183 особи (2020).

## Географія
Канбі розташоване за координатами 41°27′8″ пн. ш. 120°53′18″ зх. д. / 41.45222° пн. ш. 120.88833° зх. д. (41.452233, -120.888291).  За даними Бюро перепису населення США в 2010 році переписна місцевість мала площу 5,98 км², з яких 5,88 км² — суходіл та 0,11 км² — водойми.

## Демографія
Згідно з переписом 2010 року, у переписній місцевості мешкало 315 осіб у 62 домогосподарствах у складі 40 родин. Густота населення становила 53 особи/км².  Було 76 помешкань (13/км²).
Расовий склад населення:
| - 92,7 % — білих - 2,2 % — корінних американців - 0,6 % — чорних або афроамериканців - 0,3 % — азіатів - 2,9 % — осіб інших рас |

До двох чи більше рас належало 1,3 %. Частка іспаномовних становила 7,6 % від усіх жителів.
За віковим діапазоном населення розподілялося таким чином: 27,6 % — особи молодші 18 років, 56,5 % — особи у віці 18—64 років, 15,9 % — особи у віці 65 років та старші. Медіана віку мешканця становила 36,2 року. На 100 осіб жіночої статі у переписній місцевості припадало 85,3 чоловіків;  на 100 жінок у віці від 18 років та старших — 83,9 чоловіків також старших 18 років.
Середній дохід на одне домашнє господарство  становив 56 735 доларів США (медіана — 45 463), а середній дохід на одну сім'ю — 56 735 доларів (медіана — 45 463). За межею бідності перебувало 19,3 % осіб, у тому числі 0,0 % дітей у віці до 18 років та 25,5 % осіб у віці 65 років та старших.
Цивільне працевлаштоване населення становило 199 осіб. Основні галузі зайнятості: освіта, охорона здоров'я та соціальна допомога — 37,7 %, транспорт — 13,6 %, сільське господарство, лісництво, риболовля — 12,1 %.